# 1,1-二氯-1-氟乙烷
1,1-二氯-1-氟乙烷是一种卤代烷，化学式为C2H3Cl2F。它是二氯氟乙烷的三种同分异构体之一。

## 用途
1,1-二氯-1-氟乙烷的主要用途是用作制冷剂，又被称为R-141b或HCFC-141b。

## 物理化学性质
- 不可燃
- 无色
- 大气条件下为液体
- 气味通常类似醚
- 易挥发
- 属于氯氟烃（HCFC）